# Mohammed Al Ardhi

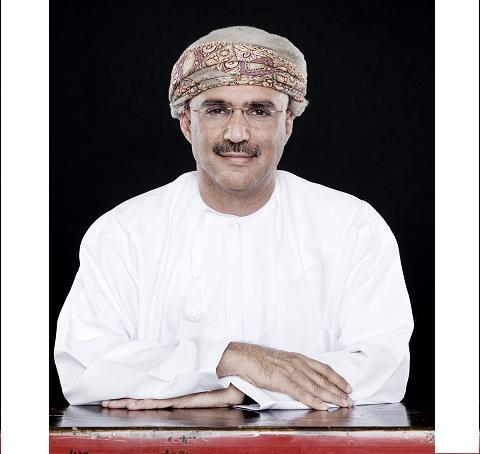
Mohammed Al Ardhi

Mohammed Mahfoodh Al Ardhi (Sur, ...) è un banchiere e imprenditore omanita, ex pilota militare della Royal Air Force of Oman, ex presidente della Banca nazionale di Oman, dal 2015 presidente esecutivo di Investcorp, una società specializzata negli investimenti finanziari, e presidente di Bank Sohar.

## Biografia
Al Ardhi è nato in Oman da genitori omaniti. Suo padre era capo dell'ufficio doganale regionale. A causa delle esigenze della carriera di suo padre, la famiglia di Al Ardhi si trasferì più volte durante la sua prima infanzia in varie parti dell'Oman occidentale. Alla fine la famiglia si trasferì ad Al Batana e infine a Muscat, dove Al Ardhi frequentò la scuola secondaria.
L'infanzia di Al Ardhi è stata spesso difficile, non solo per la sua famiglia ma per l'Oman nel suo insieme. Le famiglie vivevano spesso senza acqua corrente ed elettricità durante questo periodo. La ribellione del Dhofar, un conflitto che alla fine si è rivelato essere il conflitto armato più lungo nella storia della penisola arabica (1965-1975), l'ultima guerra coloniale britannica nella regione e una guerra per procura nella Guerra fredda, ha ulteriormente esacerbato i problemi dell'Oman. Non era raro che i civili diventassero vittime del conflitto politico e militare. La famiglia di Al Ardhi non ha fatto eccezione. Nel 1968 e nel 1969, le loro case ad Alaswad furono bombardate dai rivoluzionari. Le strutture governative, compreso l'ufficio di suo padre, sono state spesso attaccate. Suo padre è scampato miracolosamente alla morte durante un bombardamento quando si è allontanato dalla sua scrivania.
Modellato dall'esperienza del suo paese e della sua famiglia, Al Ardhi è stato coinvolto nel servizio pubblico da giovane. Suo padre ha svolto un ruolo cruciale durante questa fase, incoraggiando il figlio a intraprendere stage presso il governo piuttosto che frequentare campi estivi, praticare sport o viaggiare. Al Ardhi ha lavorato brevemente come stagista presso il Ministero del Petrolio e del Gas e la corte del Sultano dell'Oman prima di entrare a far parte della Royal Air Force dell'Oman all'età di 17 anni.

## Carriera

### Servizio militare
Pilota di caccia nella prima parte della sua carriera, si è laureato alla Royal Air Force Military Academy del Regno Unito a Cranwell con un Bachelor of Science in Military Science. Ha anche frequentato il Command and Staff College di Bracknell e la National Defense University di Washington.
Il servizio di Al Ardhi con la Royal Air Force lo vedeva anche come presidente della Commissione militare Oman-USA e presidente del Comitato militare Oman-Iran. Fu nominato capo dell'aeronautica militare dell'Oman, posizione che mantenne per 10 anni. Mentre era a capo dell'aviazione, Al Ardhi ha lavorato per standardizzare gli appalti militari tra i paesi del Golfo Persico. Si ritirò dalla Royal Air Force con il grado di Air Vice Marshal. Riconoscendo i suoi contributi alla Royal Air Force of Oman, il Sultano Qaboos bin Said al Said ha decorato Al Ardhi con l'Ordine dell'Oman, la più alta onorificenza del paese, nel 2000. Ha anche ricevuto l'Ordine di Al Amjad e l'Ordine di Al Istihqaq in segno di apprezzamento per il suo servizio pubblico.

### Kennedy School di Harvard
Dopo il servizio militare, Al Ardhi ha conseguito un Master in Pubblica Amministrazione presso la John F. Kennedy School of Government dell'Università di Harvard. Quindi è tornato in Oman per unirsi agli affari della sua famiglia.

### Banche
Nel dicembre 2017, Al Ardhi è stato nominato Presidente di Sohar International, uno dei principali istituti finanziari dell'Oman.
Prima del suo ruolo in Sohar International, Al Ardhi è stato vicepresidente e poi presidente della National Bank of Oman (NBO), una delle più grandi istituzioni finanziarie del paese. È stato anche Presidente del Comitato Esecutivo, Nomine e Remunerazione (ENRC). Nell'ambito del suo ruolo, Al Ardhi ha supervisionato la strategia di crescita della banca e i suoi programmi di responsabilità sociale d'impresa, in particolare quelli incentrati sui giovani. Sotto la sua guida, la NBO si è espansa nel settore bancario islamico. La NBO ha sponsorizzato una conferenza sulle banche islamiche e ha implementato la relativa formazione per il suo personale.
Al Ardhi ha ricevuto dalla rivista "The Banker" il premio "Bank of the Year" per il 2012 per conto di NBO. Gli è stato anche conferito il "Premio alla carriera" in riconoscimento della sua leadership nell'organizzazione e del contributo al settore dei servizi finanziari agli Alam-Al Iktissad Wal-Amaal (AIWA) Awards nel 2019.

### Energia, immobili, turismo
In precedenza, Mohammed Mahfoodh Al Ardhi è stato presidente di Rimal Investment Projects, che ha il mandato dal governo di investire direttamente nello sviluppo immobiliare, nell'industria petrolifera e del gas e nella tecnologia dell'informazione. 
Al Ardhi ha anche presieduto Sundus Investments, che dal 2013 gestisce il primo hotel Rotana a Mascate, nonché altri sviluppi per sostenere gli ambiziosi obiettivi turistici del paese, come delineato nel piano del Sultanato dell'Oman per la sua economia, Vision 2020. A partire da maggio Nel 2013, Sundus ha investito 60 milioni di dollari in hotel e progetta altri quattro hotel in Oman, incluso un "eco hotel" a Jebel Akhdar nelle montagne di Al Jahar, un resort a Dhofar e un altro resort a Sohar. Parlando degli investimenti della sua azienda nel settore alberghiero, Al Ardhi ha affermato: "È praticamente un settore non sfruttato. Ecco perché stiamo investendo in hotel in Oman. L'Oman è un paese fantastico per il turismo; la geografia, le persone, la topografia, abbiamo tutti gli ingredienti che lo rendono una destinazione calda. È ancora non sfruttato. È stabile. E la crescita è fantastica. Ecco perché stiamo investendo in questo". 
Al Ardhi è stato anche presidente di Al Ardhi Energy Services, che offre servizi di supporto all'industria petrolifera e del gas nella regione del GCC. 

### Investcorp
Nel 2015 diventa presidente esecutivo di Investcorp, uno dei principali fornitori internazionali di investimenti alternativi con un focus speciale sul Golfo Persico con circa 23 miliardi di dollari di asset in gestione. 
Tre mesi dopo aver assunto l'incarico, Al Ardhi ha annunciato una nuova strategia di crescita che mira a più del doppio dei suoi 10,8 miliardi di dollari di Assets Under Management (AUM) a medio termine. Sono state comunicate numerose iniziative in relazione a questo piano, in particolare attingere ai mercati immobiliari europei, istituire una piattaforma di distribuzione globale e una crescita inorganica.
Durante il primo anno della sua presidenza, Investcorp ha rafforzato la sua base di azionisti istituzionali accettando di vendere una partecipazione del 20% nella società a Mubadala Development Company, la società di investimento e sviluppo con sede ad Abu Dhabi.